# Anoncus borealis
Anoncus borealis är en stekelart som först beskrevs av Holmgren 1857.  Anoncus borealis ingår i släktet Anoncus och familjen brokparasitsteklar. Arten är reproducerande i Sverige. Inga underarter finns listade i Catalogue of Life.